# Staroměstský most

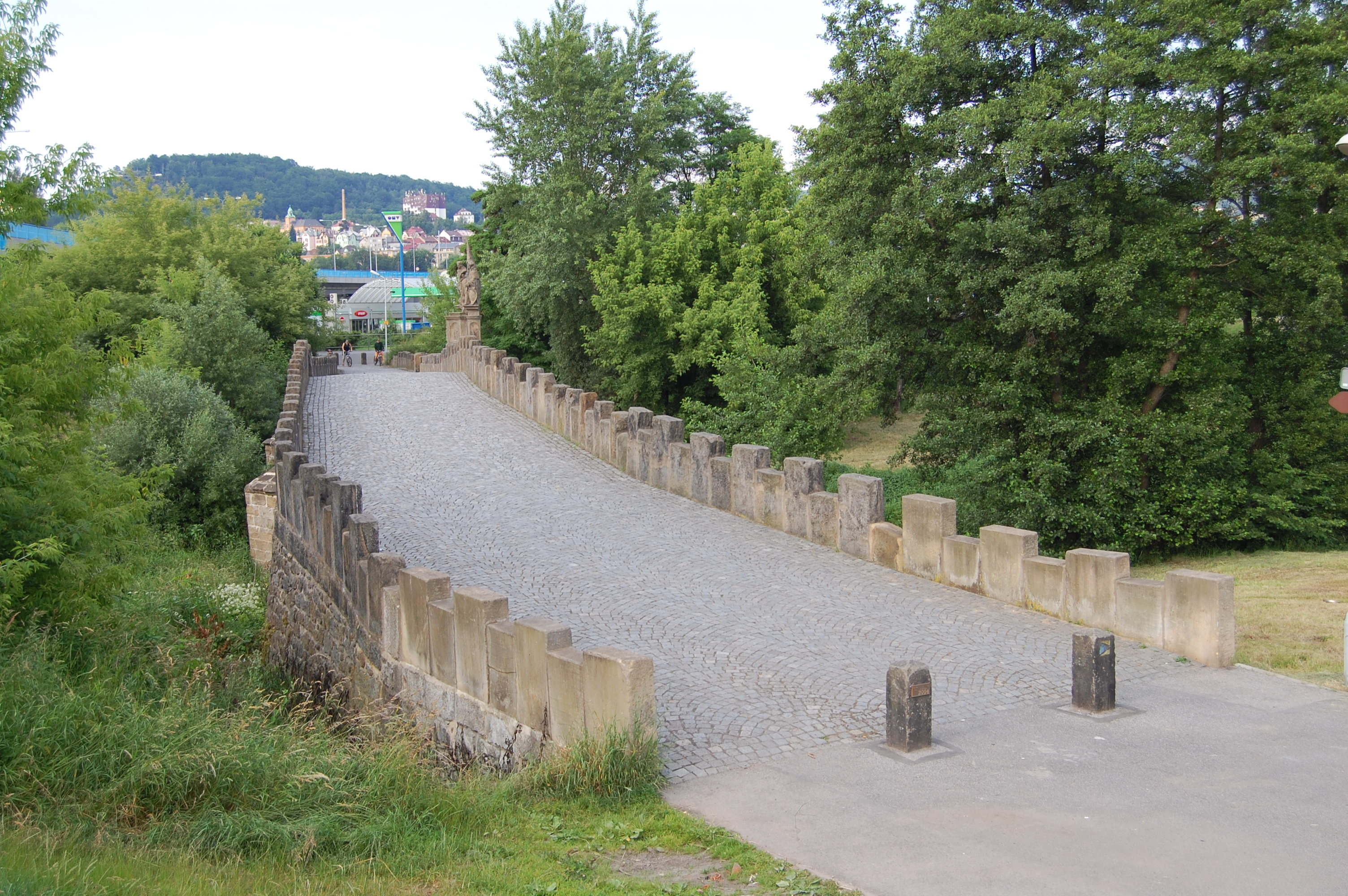
Staroměstský most přes Ploučnici

Staroměstský most je kamenný, památkově chráněný renesanční silniční most, který přemosťuje řeku Ploučnici nedaleko jejího ústí do Labe ve Starém Městě v Děčíně. Byl postaven v letech 1564–1569 z pískovcových kvádrů. Nad středním pilířem je umístěno sousoší od Michala Jana Josefa Brokoffa z roku 1714 zpodobňující české patrony – sv. Jana Nepomuckého, sv. Víta a sv. Václava. Po povodních v roce 2002 byl opraven a dnes slouží jako lávka pro pěší a cyklisty.

## Parametry mostu
- Délka mostu – 84 m
- Šířka mostu – 4,8 m
- Maximální výška nad vodou – 7,7 m.